# Provisorische Regierung Westthrakien

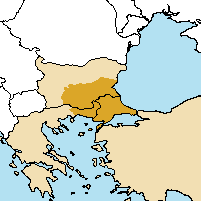
Thrakien – Lage auf einer heutigen Karte der Region.
Westthrakien: heute Nordostgriechenland,
Ostthrakien: heute europäischer Teil der Türkei,
Nordthrakien: heute Südbulgarien (Rhodopen-Gebirge) und Oberthrakische Tiefebene

Die Provisorische Regierung Westthrakien (osmanisch غربی تراقیا حكومت موقته‌س Garbi Trakya Hükûmet-i Muvakkatesi) bzw. nach der offiziellen Umbenennung die Unabhängige Regierung Westthrakien (osmanisch غربی تراقیا حكومت مستقله سى Garbi Trakya Hükûmet-i Müstakilesi) war ein Staatsgebilde in Westthrakien, das von August bis Oktober 1913 bestand. Es war die erste Republik in der türkischen Geschichte. Die spätere Selbstbezeichnung durch die Westthrakien-Türken war Türkische Republik Westthrakien (türkisch Batı Trakya Türk Cumhuriyeti). Ihre Hauptstadt war Gümülcine (heute: Komotini). Es kam nicht zu diplomatischen Anerkennungen durch andere Staaten.
Westthrakien war bis zu den Balkankriegen Teil des Osmanischen Reichs gewesen. Dieses hatte in den Balkankriegen fast sein gesamtes Territorium auf dem Balkan – so auch Westthrakien – verloren. Diese Republik wurde außer vom Osmanischen Reich vor allem von Griechenland unterstützt, zu dem Westthrakien damals noch nicht gehörte, jedoch von ihm beansprucht wurde (siehe Megali Idea), während Bulgarien das Ende der Republik forderte. Sie existierte nur 56 Tage und war gegen die bulgarische Herrschaft und Bevölkerung in Westthrakien gerichtet.

## Geschichte
Im Zuge des Ersten Balkankriegs (1912–1913), der gegen das Osmanische Reich gerichtet war, gelang es der bulgarischen Armee fast ganz Thrakien einzunehmen. Die bulgarischen Truppen dort wurden jedoch während des Zweiten Balkankriegs (21. Juni – 10. August 1913) mancherorts teilweise, anderswo komplett Richtung Westen abgezogen, wo sie gegen Griechenland und Serbien kämpfen mussten. Vor Ort blieb nur die kurz zuvor von den bulgarischen Militärs errichtete öffentliche/militärische Verwaltung.
Am 14. Julijul. / 27. Juli 1913greg. Juli begann sich die bulgarische Armee aus Gümülcine (aus militärisch strategischen Gründen, da es Anzeichen für einen griechischen Vorstoß gab) Richtung Momtschilgrad bis zum Rhodopenpass Makaza (südlich von Podkowa) abzuziehen. Am 15. Julijul. / 28. Juli 1913greg. rebellierte die Bevölkerung von Gümülcine gegen die bulgarische Verwaltung. Am 20. Julijul. / 2. August 1913greg. nahmen griechische Truppen aus Porto Lagos kommend Gümülcine ein.
Am 28. Julijul. / 10. August 1913greg. wurde aber im Vertrag von Bukarest die Region den Bulgaren zugesprochen, was bei der örtlichen türkischen und griechischen Bevölkerung auf Ablehnung stieß, von der griechischen und türkische Regierung aber akzeptiert wurde. Angesichts der bevorstehenden Rückkehr der Bulgaren, trafen Freischärler aus Edirne unter Führung des Teşkilât-ı Mahsusa-Führers Eşref Kuşçubaşı in Westthrakien ein und organisierten die Türken und Pomaken der Region. Waffenlieferungen erfolgten auch seitens der anziehenden Griechen. Nach Einnahme von Gümülcine am 31. August 1913 wird noch am selben Tag unter Führung von Hoca Salih Efendi die Provisorische Regierung Westthrakien mit Gümülcine als Hauptstadt gegründet. Süleyman Askerî wurde zum Generalstabschef. Die Flagge wurde am 31. August in Gümülcine und am 1. September – am Tag ihrer Einnahme – in İskeçe (heute: Xanthi) gehisst, Briefmarken wurden gedruckt, eine Nationalhymne wurde geschrieben. In der Regierung waren durch einen Griechen und einen Juden auch die anderen nicht bulgarischen Bevölkerungsgruppen vertreten. Die Regierung beauftragte später den jüdischen Einwohner Samuel Karaso mit der Gründung der westthrakischen Nachrichtenagentur. Es erschien die Zeitung Müstakil / Indépendant in türkischer und französischer Sprache. Allerdings wurde die neue Regierung von Bulgarien aber auch vom Osmanischen Reich mit Skepsis betrachtet, das sich in seinen anderweitigen Interessen gefährdet sah. Die Hohe Pforte bestellte die Freischärler ins Osmanische Reich zurück und verlangte die Aufgabe der Regierung. Daraufhin nannte sich die Regierung am 25. September 1913 in Unabhängige Regierung Westthrakien um und erklärte, von nun an völlig unabhängig vom Osmanischen Reich zu agieren, wie Eşref Kuşçubaşı in einem Schreiben vom 25. September der Hohen Pforte mitteilte. Zuvor hatte Griechenland die Hafenstädte Dedeağaç (heute: Alexandroupoli) und Feres, überfüllt mit bulgarischen Flüchtlingen aus Westthrakien und Kleinasien an die Republik Westthrakien mit dem Ziel abgetreten, die zu der Zeit in Konstantinopel laufenden Verhandlungen zwischen dem Osmanischen Reich und Bulgarien dahingehend zu beeinflussen, dass es zu keinem Frieden zwischen beiden Ländern kommt. Griechenland versprach auch Waffenlieferungen an Westthrakien.
Am 29. September 1913 wurde schließlich der Friedensvertrag von Konstantinopel zwischen Bulgarien und dem Osmanischen Reich unterzeichnet. Die Hohe Pforte erkannte darin zur Bestürzung der Republik die Hoheit Bulgariens über Westthrakien an. Die Republik Westthrakien wurde aufgefordert, die Macht über das Gebiet bis zum 25. Oktober 1913 an Bulgarien zu übergeben. Cemal Pascha reiste Anfang Oktober 1913 nach Westthrakien, um die Regierenden und die Bevölkerung zur Aufgabe umzustimmen, was ihm auch gelang. Zu den Gründen für diese Politik der Pforte zählten Ängste des Osmanischen Reichs vor einer russischen Invasion Ostanatoliens, falls es keinen Frieden mit Bulgarien gibt, der Druck durch Finanzminister Cavit Bey, der einen Frieden mit Bulgarien verlangte, um Kredit aus Frankreich gebilligt zu bekommen, die Blinddarmentzündung Enver Paschas, in deren Folge er in dieser Zeit als Staatsmann ausfiel. Enver Pascha war ein Verfechter der Republik Westthrakien.
Am 19. Oktober marschierte die bulgarische Armee, begleitet von türkischen Offizieren, in Westthrakien ein. Reste des Başı Bozuks und Aufstände die versuchten dieses zu verhindern wurden zersprengt. Am 29. Oktober, als Westthrakien komplett eingenommen wurde, richtete sich die bulgarische Regierung durch ein Manifest für Friedliches Leben der unterschiedlichen Ethnien an die Bevölkerung.
Für Verwirrung sorgte der bedeutende Historiker Cemal Kutay. Laut Kutay war der bedeutende Denker Bediüzzaman Said Nursi neben Süleyman Askeri und Eşref Kuşçubaşı an der Ausrufung der Republik Westthrakien beteiligt. Die Historikerin Şükran Vahide (ehemals Mary Weld) gab allerdings an, dass außer in Kutays Schriften nirgends ein Hinweis darauf vorhanden sei, inklusive der eigenen Werke von Said Nursi. Laut Vahide befand sich Said Nursi zu der Zeit in Van und war damit beschäftigt, seine Universität (Medresetü'z-Zehra) aufzubauen.
Die Republik existierte nur 56 Tage. Ihre Flagge ist heute die Flagge der Türken Westthrakiens. Die Westthrakientürken sind seit 1920 (seit dem Vertrag von Sèvres) griechische Staatsbürger, sie waren von dem Bevölkerungsaustausch zwischen Griechenland und der Türkei nicht betroffen.

## Bevölkerung

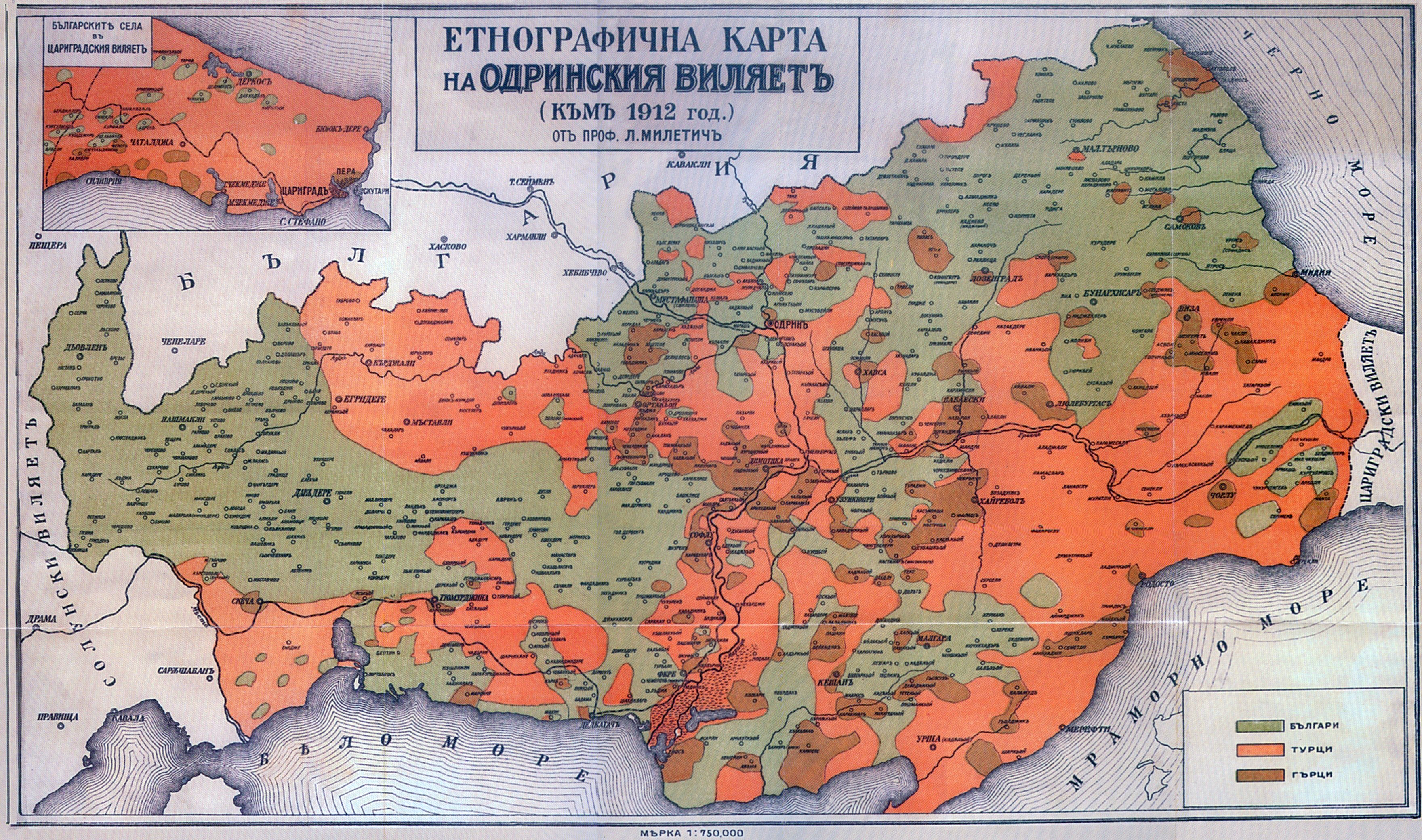
Ethnographische Karte des Vilâyet Edirne bis 1912 gemäß Ljubomir Miletitschs Untergang der Thrakischen Bulgaren (1918).
Grün: Bulgaren und Pomaken
Orange: Türken
Braun: Griechen

Die Bevölkerungszahl betrug etwa 234.700.
Die ethnische Aufteilung war der türkischen Bevölkerungsstatistik von 1910 zufolge wie folgt:
|          | Provisorische Regierung Westthrakien |         |
|          | Anzahl                               | Prozent |
| GESAMT   | 234.700                              | 100     |
| Türken   | 185.000                              | 78,82   |
| Bulgaren | 25.500                               | 10,86   |
| Griechen | 22.000                               | 9,37    |
| Andere   | 2.200                                | 0,94    |

## Verhältnis zu Bulgaren
Das Bulgarische Reich reichte zur Zeit seiner größten Ausdehnung bis an die Ägäis. Während der 500-jährigen Beherrschung der Bulgaren durch das Osmanische Reich wurden die verschiedenen Nationalitäten nicht aus ihren Siedlungsgebieten vertrieben. Sie hatten als Ungläubige lediglich höhere Steuern und den Knabenzins zu zahlen. Die Oberschicht bestand aus eingewanderten Türken, auch ärmere Türken wanderten nach Bulgarien ein. So kam es auch im Westthrakien zu ethnischen Vermischungen. Inwiefern es sich bei den Muslimen in Bulgarien um ethnische Türken handelte oder um zwangsweise oder freiwillig (z. B. wegen der Steuervorteile) zum Islam konvertierte ehemalige Bulgaren, die türkisch assimiliert wurden, ist zwischen bulgarischen und türkischen Historikern stark umstritten und wird jeweils mit sich widersprechenden Quellen unterlegt.
Die Rhodopen hatten eine so große Autonomie, dass 1880 in Plowdiw extra von einem bevollmächtigten Vertreter der Rhodopen Visa an Reisende ausgegeben wurden, bevor sie in die Rhodopen reisen konnten.
Nach der Annexion von Ostrumelien durch das Fürstentum Bulgarien im Jahre 1885 fiel gemäß dem Topchane-Vertrag (1886) ein Teile der Rhodopen wieder an das Osmanische Reich. Während des Balkankrieges von 1912 wurden die Gebiete dann Bulgarien angegliedert.
Über die ethnische Zusammensetzung des Gebietes gab es bis 1912 keine verlässlichen Angaben, da die Osmanen in ihren Statistiken lediglich nach der Religionszugehörigkeit entschieden und nicht nach der Volkszugehörigkeit. Insgesamt lebten nach vorsichtigen Schätzungen 180.000 Bulgaren (Christen und Moslems) in Westthrakien. Während das Balkankrieges wurden auch Moslems zwangschristianisiert.
Einige Monate später, im Jahre 1913, wurden die bulgarischen Truppen aus Westthrakien abgezogen. Die örtliche, türkischstämmige Bevölkerung beschloss ihr eigenes staatliches Gebilde zu schaffen.
Ende August, Anfang September brach 1913 brach im Gebiet von Djowlen (bulgarisch Дьовлен; heute: Dewin) ein Aufstand aus, der die umliegenden Dörfer in den Westrhodopen erfasste und teilweise auch in den Zentralrhodopen.
Nach dem 16. August 1913 wurde die Gjumjurdschinska-Republik (bulgarisch Гюмюрджинска република; auch: Autonome Republik Gjumjurdschina) ausgerufen. Gjumjurdschina (bulgarisch Гюмюрджина, eigentlich bulgarisiertes türkisch Gümülcine) ist der bulgarische Name der griechischen Stadt Komotini. In Bulgarien wurde dieses Gebiet auch als das ägäische Westthrakien (Weissmeer-Thrakien) bezeichnet. Die neue Republik wurde von der Stadt Dedeagatsch (bulgarisch Дедеагач, heute Alexandroupoli in Griechenland) unterstützt.
Die Türken und die Pomaken verkündeten die Autonomie dieses Gebietes zwischen den Flüssen Mariza, Mesta und Arda und bildeten die „Unabhängige west-thrakische Regierung“. Ihr stand Hodscha Sali Efendi (Chafas Sali, bulgarisch Хафъз Сали) vor – ein Pomake aus dem Dorf Pandardschak (bulgarisch Пандъджък).

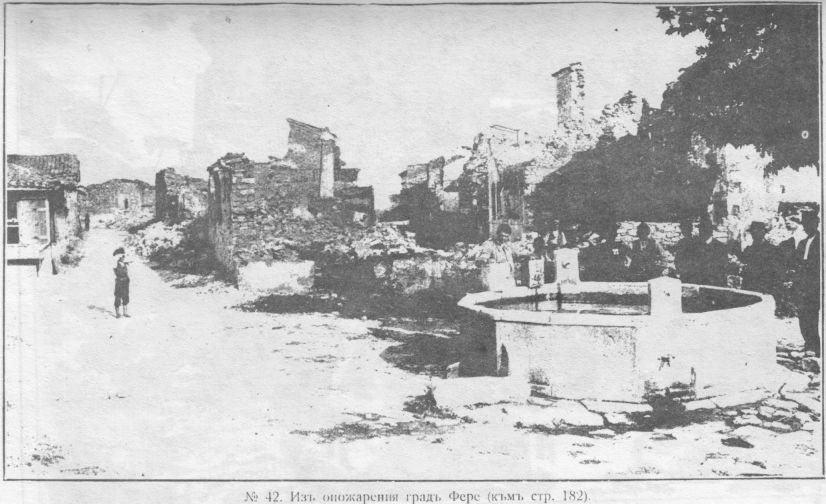
Ruinen von Feres, 1913

Die erste Amtshandlung des neuen Staates war die Ausweisung der Bulgaren aus diesem Gebiet. Dieses Vorgehen war seit 1880 allgemeine Praxis auf dem Balkan, die auch in internationalen Verträgen, wie dem Berliner Vertrag (1878), fixiert war. Ziel der „Säuberung“ von den Bulgaren war es, späteren Gebietsansprüchen von Seiten Bulgariens de Grundlage zu entziehen, in der Hoffnung, dass sich Westthrakien der Türkei angliedert.
Unter der Führung von Offizieren aus irregulären Truppen (Başı Bozuk), die hauptsächlich aus Tscherkessen, Lasen und Kaukasiern bestanden, ging man daran die Dörfer der Bulgaren zu zerstören.
Bekannt wurde der gemeinsame Widerstandskampf der Bulgaren in den beiden Dörfern Manastir (bulgarisch Манастир) und Satschanli (bulg. Сачанли). Letztendlich mussten aber alle Bulgaren der Gewalt weichen und nach Bulgarien flüchten. Von den 40.000 vertriebenen bulgarischen Männern, Frauen und Kindern, die sich von aus Dedeagatsch (bulgarisch Дедеагач, heute Alexandroupoli in Griechenland) aus auf die Flucht machten, wurden 18.000 auf der Flucht nach Bulgarien getötet.
In vielen bulgarischen Stadtchroniken heißt es in diesen Jahren: „In der Stadt siedelten sich vertriebene Umsiedler aus Thrakien an.“
Die erneute Einnahme Westthrakiens durch die Bulgaren nach dem Bukarester Frieden, der Konstantinopel-Vereinbarung und dem Frieden von Solun (1913, 1915, 1918) war von neuerlichen Gewaltakten begleitet.
Außer den Bulgaren, die in ihre Heimatdörfer zurückkehrten, kamen auch vertriebene bulgarische Flüchtlinge aus Ostthrakien und Südwestmekedonien. Bei einer Volkszählung in der Region 1919 durch die bulgarische Verwaltung lebten 105.910 Bulgaren, 79.539 Türken, 28.645 Griechen und 10.922 Sonstige in der Region. Von diesen Bulgaren waren 17.369 Moslems. Allerdings wurden wahrscheinlich viele Bulgaren moslemischen Glaubens als Türken gezählt. Das kann daraus gefolgert werden, dass in vier der sechs Landkreise überhaupt keine Bulgaren moslemischen Glaubens registriert wurden.